# Kipper - Il più bel cucciolo del mondo
Kipper - Il più bel cucciolo del mondo (Kipper) è una serie televisiva animata statunitense/britannica creata da Mick Inkpen e prodotta da Grand Slamm Animation e HiT Entertainment. Il protagonista è un cane, che gioca con i suoi amici e diverte sempre con magiche avventure.

## Personaggi
- Mauro Gravina: Kipper, il cane protagonista
- Francesco Prando: Tiger, un cane grigio e migliore amico di Kipper
- Patrizia Mottola: Pig, l'altro migliore amico di Kipper
- Alessandra Karpoff: Arnold, cugino di Pig
- Pasquale Anselmo: Jake, un cane da pastore
- Domitilla D'Amico: Mouse, un topo
- Stefano Crescentini: Henry
- Luca Biagini: The Bleeper People
- Oreste Baldini: The Little Ghost
- Massimo Rossi: Mr. Frog
- Francesco Pezzulli e Oreste Baldini: Mouse's Cousins
- Pino Insegno e Mino Caprio: Bleeper People

## Episodi
| Stagione         | Episodi | Prima TV originale | Prima TV Italia |
| ---------------- | ------- | ------------------ | --------------- |
| Prima stagione   | 13      | 1997               |                 |
| Seconda stagione | 13      | 1998               |                 |
| Terza stagione   | 13      | 1999               |                 |
| Quarta stagione  | 13      | 1999               |                 |
| Quinta stagione  | 13      | 2000               |                 |
| Sesta stagione   | 13      | 2000               |                 |